# Knudshoved
 For alternative betydninger, se Knudshoved (flertydig). (Se også artikler, som begynder med Knudshoved)
Knudshoved er en halvø på Fyn, øst for Nyborg. Halvøen afgrænser Nyborg Fjord mod Storebælt, og har siden 1957 indgået i Danmarks overordnede vejnet som østenden af den Fynske Motorvej (der indgår i Europavej E20). 1957-1998 gik færgeruten Halsskov-Knudshoved herfra til Sjælland, og 1997 åbnede Storebæltsforbindelsens jernbanedel. Da vejforbindelsen åbnede, lukkede færgen.

## Natur
Ind mod Nyborg Fjord ligger Natura 2000-området  nr. 115: Østerø Sø og naturhavnen Slipshavn, der siden 1600-tallet har indgået i forsvaret af Nyborg og Storebælt. 
Halvøen, i alt 210 hektar, er fredet,  og omfatter Sct. Knuds Golfklub, Slipshavn samt Knudshoved med Østerø Sø.
På Knudshoved står Knudshoved Fyr.

## Sport
20. juni 1937 svømmede Lilli Andersen over Storebælt fra Halsskov til Knudshoved på 7 timer og 49 minutter.